# سوق الصاغة
سوق الصاغة هو سوق تاريخي مختص بصياغة وبيع المعادن الثمينة والمجوهرات في مدينة دمشق القديمة، سوريا.
اسمه القديم هو سوق القوافين، والقواف هو بائع أصناف النعال والأحذية التقليدية وكان يجاوره من جهة الشرق سوق الصاغة القديم الذي احترق عام 1960 وانتقل تجاره إلى هذا السوق بعد إضمحلال مهنة القواف، وهذا هوا السبب لوجود بعض محلات بيع الأحذية في هذا السوق ومجاورة الخشب للذهب في سوق واحد.

## الموقع
يقع سوق الصاغة مقابل باب الجامع الأموي الجنوبي المعروف بـباب الزيادة، وهو سوق نصفه مكشوف والنصف الآخر مغطى، تشغله محلات بيع الذهب والمجوهرات والتحف الشرقية وبضع محلات لبيع الأحذية التقليدية.
ويشار إلى أن جمعية صياغة الذهب في «دمشق» قسمت السوق إلى قسمين: «الصاغة الجوانية» وفيها يباع اللؤلؤ والجواهر، و«الصاغة البرانية» وفيها تباع الأساور والخواتم.

## المعالم
يتألف «سوق الصاغة» من مجموعة مصاطب كبيرة يتوزع عليها بائعو المجوهرات، وكشفت اللقى الأثرية في المكان أنه يعود إلى الفترة الأيوبية وقد يكون أقدم من ذلك.
وقد ضم السوق قديماً 72 محلاً، إلا أنه وفي عام 1960 م شب فيه حريق هائل خرب قسماً كبيراً منه، يحده من الشمال مجموعة من الدكاكين، ومن الشرق عدد من البيوت السكنية ومن الجنوب ما تبقى من خان "السفرجلاني.

## تاريخه
ذكر المؤرخون أن «معاوية بن أبي سفيان» مؤسس الدولة الأموية بنى لنفسه قصراً في هذه المنطقة، وبين عامي 1913-1974م تشكلت بعثة وطنية بإدارة «نسيب صليبي» وباشرت أعمالها في الجانب الشرقي ضمن مساحة قدرها 20م طولاً و9م عرضاً، وتركزت الأعمال الأولية بفك المصاطب الواقعة ضمن المساحة المذكورة فظهرت أساسات مغموسة بالحجارة الكلسية القاسية، إضافة إلى أحجار بازلتية وبعض فقرات من أعمدة غرانيتية بلونها الرمادي ورحى طواحي بازلتية مستديرة الشكل وأقنية مائية، وفي عام 1974م اكتشفت البعثة منهل ماء أطلق عليه «معبد حوريات الماء» يتألف من أربع فتحات عرض كل منها 590سم عثر بداخلها على أنابيب مازالت في أماكنها الأساسية».
أول نشوء لسوق «الصاغة» في «دمشق» كان في العهد «الأيوبي» حينما ظهرت سوق الصائغين قبلي الجامع الأموي في قيسارية مستقلة، أما في عهد «المماليك» 
فقد ازدهرت هذه الصناعة كثيراً، وكان للصاغة في أواخر العهد «الأيوبي» سوقان: الصاغة العتيقة وسوق اللؤلؤ عند سوق الحدادين، والصاغة الجديدة في القيسارية التي أنشئت عام 631هـ قبلي النحاسين، وقد جددت شرقي هذه الصاغة الجديدة وسكن فيها الصوّاغ وتجار الذهب والجواهر».